# Hannah Markwig
Hannah Markwig (19 de novembro de 1980) é uma matemática alemã, especialista em geometria tropical. Recebeu em 2010 o Prêmio Heinz Maier-Leibnitz da Deutsche Forschungsgemeinschaft (DFG) e o Prêmio Helene Lange por suas pesquisas.
Hannah Markwig estudou matemática na Universidade Técnica de Kaiserslautern iniciando em 1999, onde completou o doutorado em 2006, orientada por Andreas Gathmann e revisada por Bernd Sturmfels, com a tese The Enumeration of Plane Tropical Curves. Após estudos de pós-doutorado no Institute for Mathematics and its Applications e na Universidade de Michigan, foi professora assistente no Courant Research Center da Universidade de Göttingen. Foi em 2011 para a Universidade do Sarre, e então em 2016 para a Universidade de Tübingen, onde é professora de geometria no Departamento de matemática.